# 牧野内昭武
牧野内 昭武（まきのうち あきたけ、1940年 - 2019年）は日本の工学者、工学博士。塑性加工や連続体力学、板材プレス成形シミュレーション、地殻 CAD システム、生体力学シミュレーション、 VCAD システムなどの研究を行う。

## 人物
1969年、東京大学大学院工学系研究科修了（工学博士）。理化学研究所主任研究員、アメリカ・スタンフォード大学客員研究員、フランス・グルノーブル大学、パリ大学、埼玉大学、北海道大学等の客員教授等を歴任。
現在、理化学研究所 中村特別研究室 研究顧問。

## 受賞・栄誉
- 日本塑性加工学会会田技術賞
- 科学技術長官賞
- Japan Venture Award2004 企業家部門特別賞
- 文部科学大臣賞
- 型技術協会功績賞
- 紫綬褒章（2005年春）[2]